# آرامستان ارامنه رشت
گورستان ارامنه رشت یا ارمنی بولاق، قبرستان ارامنه رشت در مجاورت ارمنی بولاق (کیورع) یا وارتاپت بولاق در محله سرچشمه شهر رشت است.
اولین تجمع ارامنه رشت در محله «ارمنی بولاق» بوده‌است. ارامنه به این محل «خلیفه بولاق» می‌گفتند؛ و عقیده داشتند در زمان قدیم در این محل کلیسایی وجود داشته و خلیفه ارامنه در آنجا ساکن بود.
فریزر در این باره می‌نویسد: «در کنار این چشمه خانه کوچکی وجود داشت که ارامنه در کنار آن جمع شده و دعا می‌خواندند.»
«ارمنی بولاق» و کلیسای موجود در آن که «رُستم ملیک الله‌وردان» مسئول مرمت و بازسازی آن بود.

دربارهٔ گورستان ارامنه رشت، ماکساپتیان، بر اساس اسناد بایگانی شده در کلیسای رشت چنین می‌نویسد: 
«گفته شده زمانی که شاه عباس سی هزار ارمنی را به گیلان کوچ داد، ارامنه گیلان برای ساختن مدرسه، کلیسا و گورستان زمین دزیافت کردند. از آنجا که بررسی و مطالعه اولین قبرستان ارمنیان در رشت میسر نیست، ولی به آسانی می‌توان ثابت کرد که ارمنی‌های گیلان گورستان ویژه خود را داشته و به احتملا زیاد این گورستان باید در محله ارمنی بولاق بوده باشد.»
در این گورستان مسیحیان غیر ارمنی نیز دفن می‌شدند. در ۱۹۰۸ میلادی جامعه ارامنه رشت به کمک سایر اقلیت‌های مسیحی و با دخالت روس‌ها، یونانی‌ها و عثمانی تصمیم به سروسامان دادن به وضع این قبرستان می‌گیرند. ۲۰ سال قبل ار آن تاریخ چرچیل، کنسول انگلیس اقدام به جمع‌آوری کمک جهت ساخت دیوار اطراف قبرستان نمود ولی ارمنیان از ترس اینکه تملک قبرستان را از دست دهند مانع آن شدند.
وسعت این قبرستان که هنوز هم در قسمت شمال شرقی محله ارمنی بولاق قرار دارد ۳۲۰۰ مترمربع می‌باشد.